# پئومو
پئومو (به اسپانیایی: Peumo) یک شهرستان در شیلی است که در کاچاپوآل واقع شده‌است. پئومو ۱۵۳٫۱ کیلومتر مربع مساحت و ۱۴٬۱۱۲ نفر جمعیت دارد و ۱۶۸ متر بالاتر از سطح دریا واقع شده‌است.